# Pseudochromis quinquedentatus
Pseudochromis quinquedentatus är en fiskart som beskrevs av Mcculloch 1926. Pseudochromis quinquedentatus ingår i släktet Pseudochromis och familjen Pseudochromidae. Inga underarter finns listade i Catalogue of Life.